# Mazda RX-7
Mazda RX-7 — спортивный автомобиль, выпускавшийся японским автопроизводителем Mazda с 1978 по 2002 год. Оригинальная RX-7 оснащалась двухсекционным роторно-поршневым двигателем и имела переднюю среднемоторную, заднеприводную компоновку. RX-7 пришла на смену RX-3 (обе в Японии продавались под маркой Savanna), вытеснила все остальные роторные автомобили Mazda за исключением Cosmo.
За всю историю Mazda RX-7 было три поколения. Первое поколение выпускалось с 1978 по 1985 год. Второе поколение — с 1985 по 1991. Третье поколение — с 1992 по 2002 год.

## Поколения

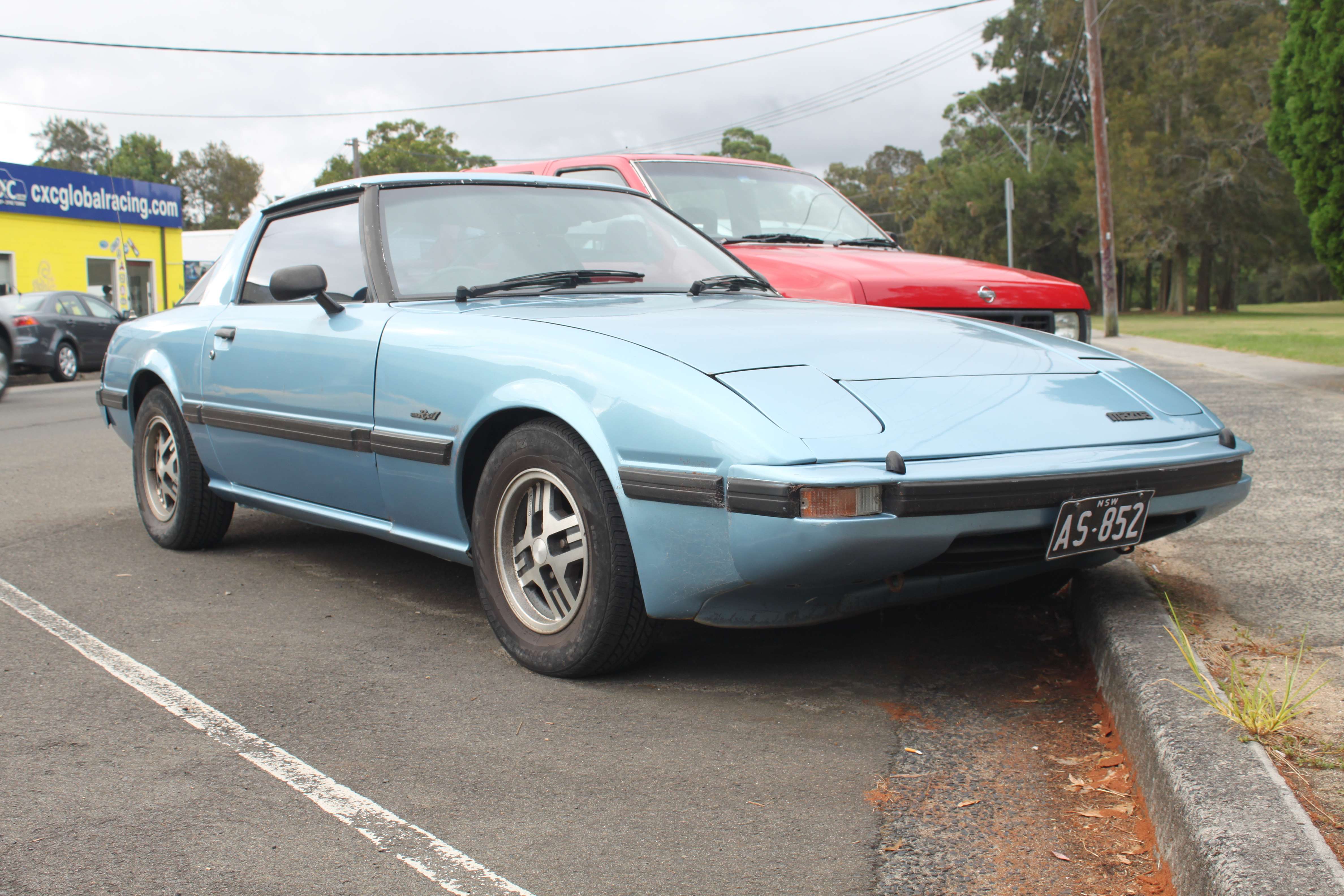
Первое поколение

### Первое поколение
Первое поколение (SA/FB) появилось в 1978 году. Изначально оно оснащалось роторным двигателем 12A мощностью 105 л. с. В 1981 году был проведён рестайлинг, а мощность двигателя доведена до 115 л. с. В 1983 году появилась версия с турбонаддувом мощностью 165 л. с.

### Второе поколение

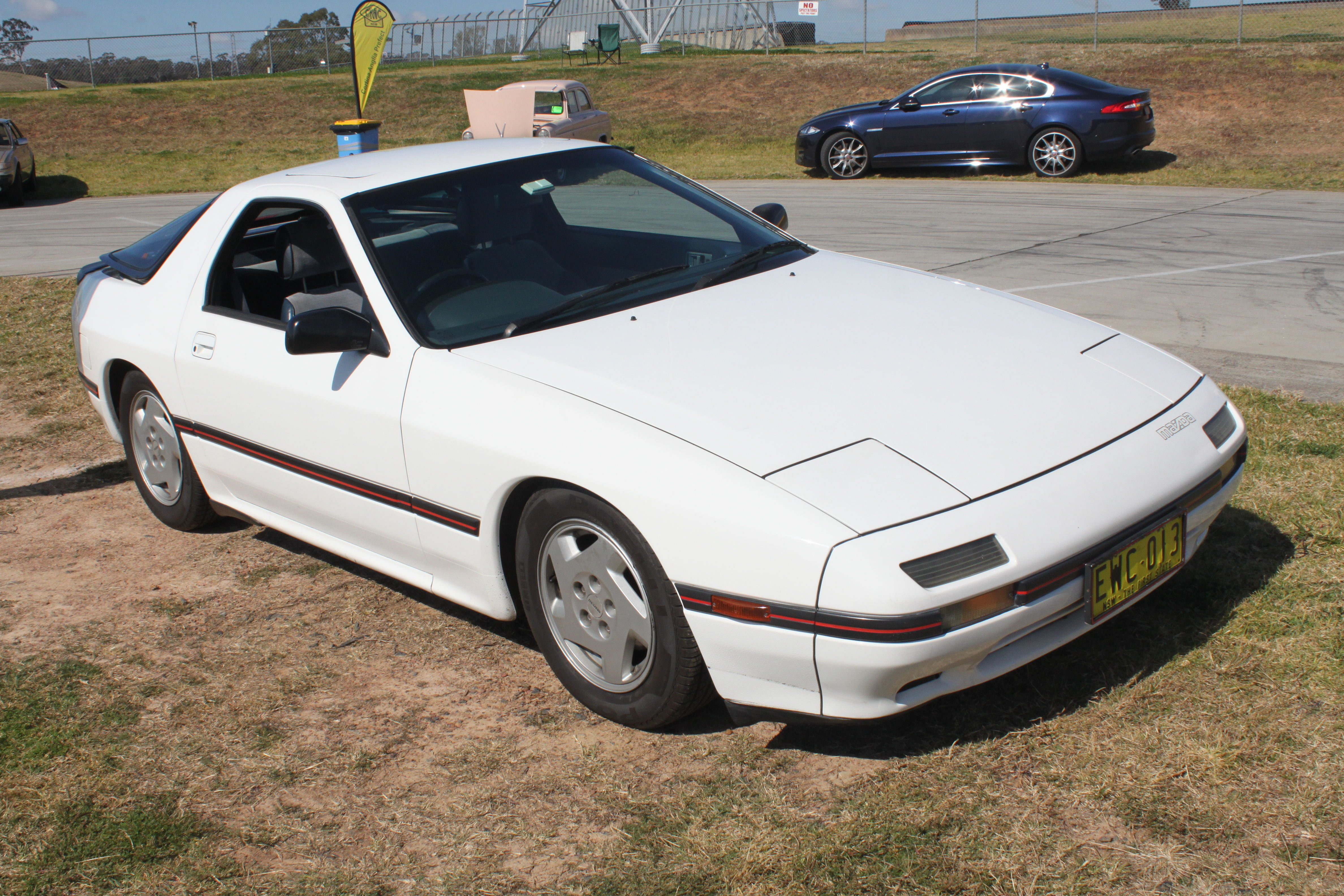
Второе поколение

Второе поколение (FC) вышло в 1985 году, мощность двигателя 13B с турбонаддувом составляла 185 л. с. В 1989 году мощность выросла до 205 л. с.

### Третье поколение

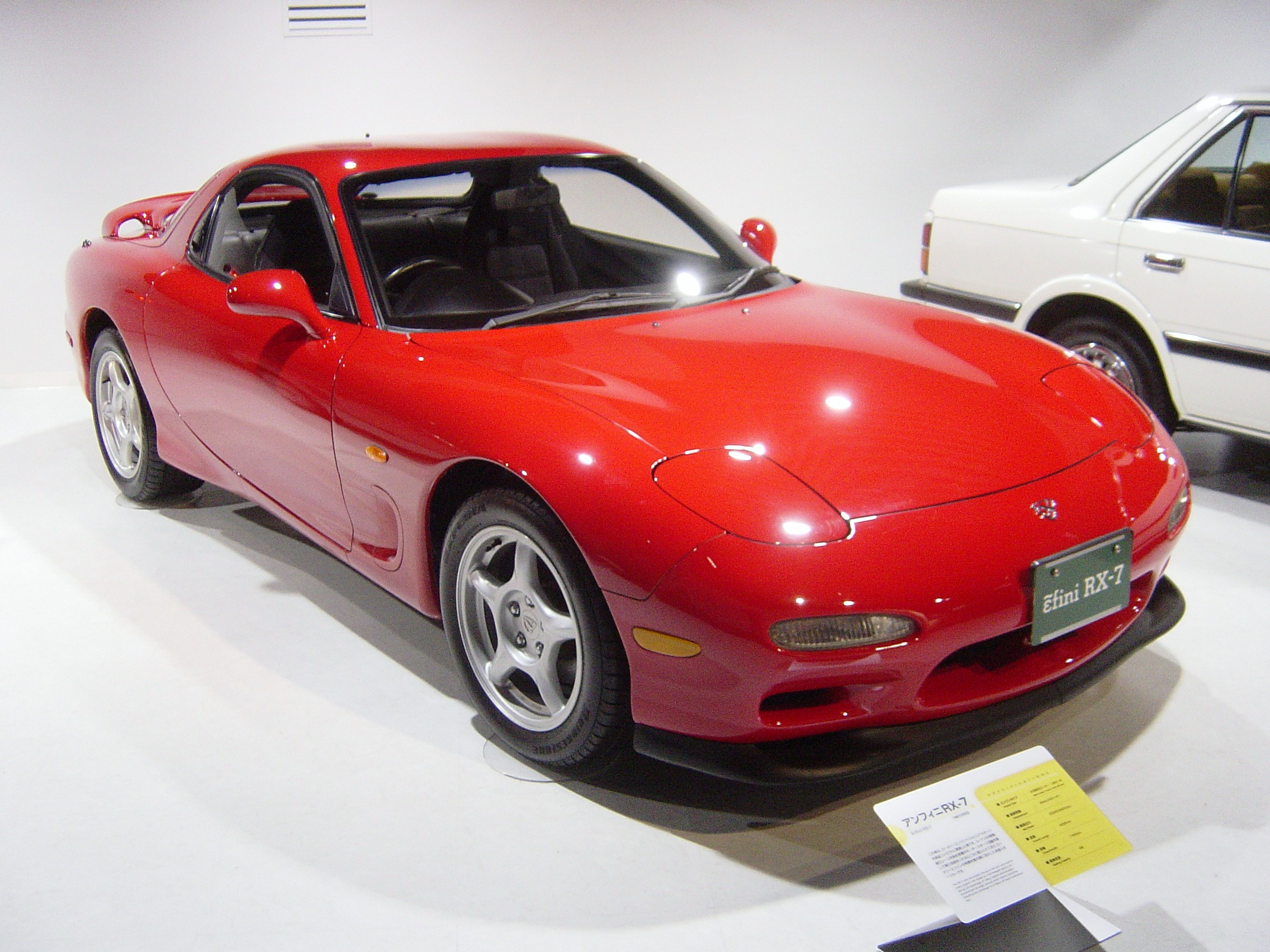
Третье поколение

Третье поколение (FD) было представлено в 1992 году. Единственный доступный двигатель (13B-REW) был первым серийным твин-турбо агрегатом, экспортировавшимся из Японии. Первая версия двигателя развивала 265 л. с. (для версии с АКПП — 255 л. с.). В 1996 году был проведён фейслифтинг, а мощность двигателя была доведена до 280 л. с. В 1999 году провели значительный фейслифтинг, и экспорт был прекращён. Из-за этого в каталогах часто можно встретить некорректную информацию о том, что именно в 1999 году в Японии началось производство этого автомобиля. Вообще же, третье поколение модифицировалось 5 раз: в 1993, 1995, 1996, 1998 и 1999 годах. Помимо этого RX-7 имела несколько ограниченных выпусков. Например, в 1992 году была выпущена партия в 300 машин серии RZ. А в 1994 году была представлена модификация R-II, ограниченная выпуском 350 автомобилей. Чуть позже, в 1997 году, было выпущено 700 машин серии Type RB Bathurst X, имевшей, помимо прочих доработок, эксклюзивный красный кожаный салон. В 1997 году к тридцатилетию Cosmo — первой модели Mazda с роторным двигателем была представлена модификация RS-R, тоже имевшая определённый лимит на выпуск.
В 2002 году компания Mazda представила последнюю ограниченную серию модели RX-7 Spirit R. Серия Spirit R представлена тремя модификациями. Type A — наиболее дорогая и мощная версия. Мощность мотора лимитирована японским законодательством и составляет 280 л. с. КПП механическая 5-ступенчатая. Количество мест — 2. Type B отличается от Type A наличием задних сидений. Type C имеет более скромный мотор мощностью 255 л. с. и 4-ступенчатую автоматическую трансмиссию. Все модификации Mazda RX-7 Spirit R имеют обшитое кожей рулевое колесо и рычаг КПП, электрические стеклоподъёмники, улучшенную отделку салона мягким пластиком, 17" легкосплавные колёсные диски BBS и окрашенные в красный цвет тормозные механизмы.

## Фотографии

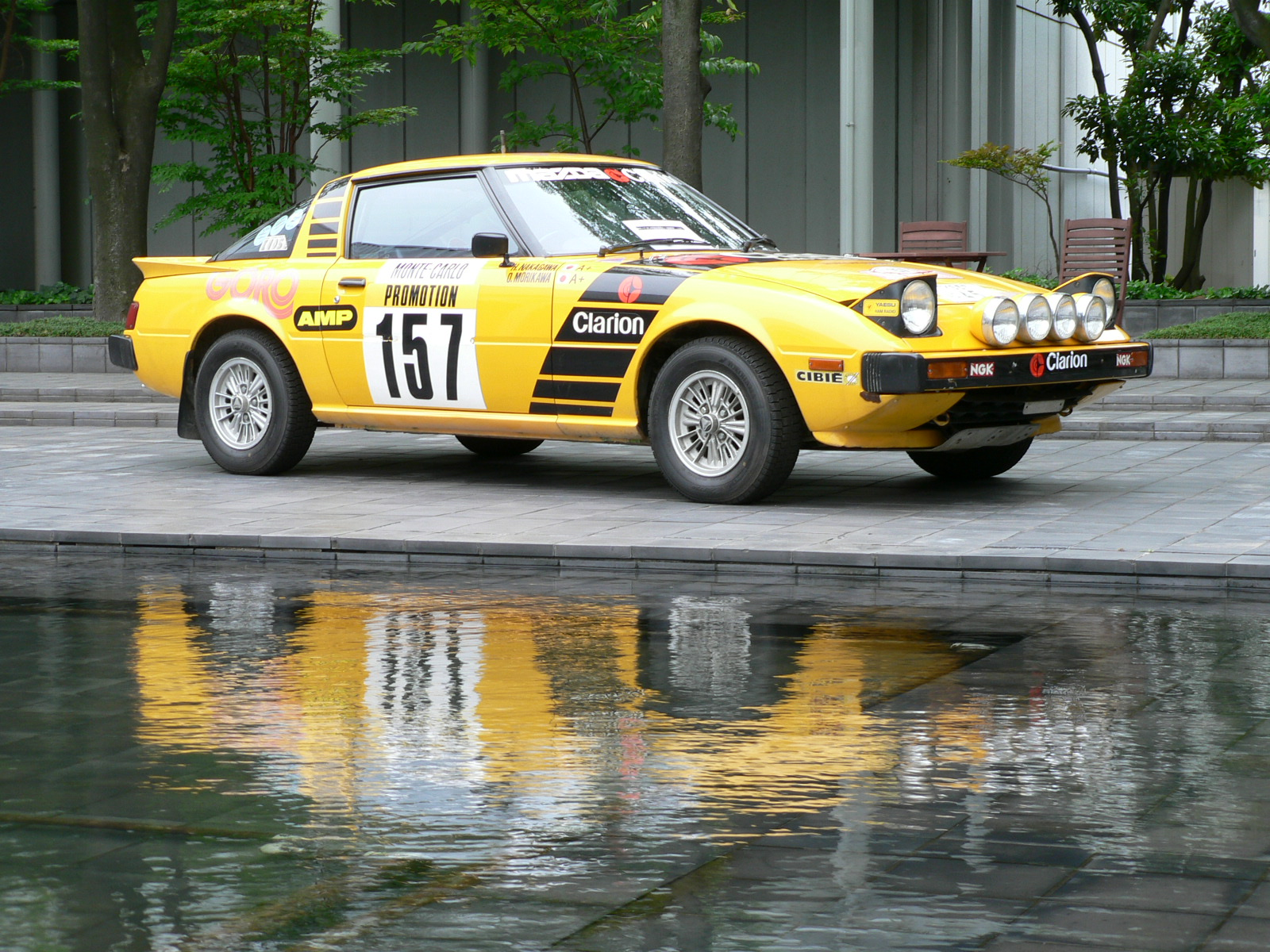
Раллийная Mazda RX-7 1-го поколения
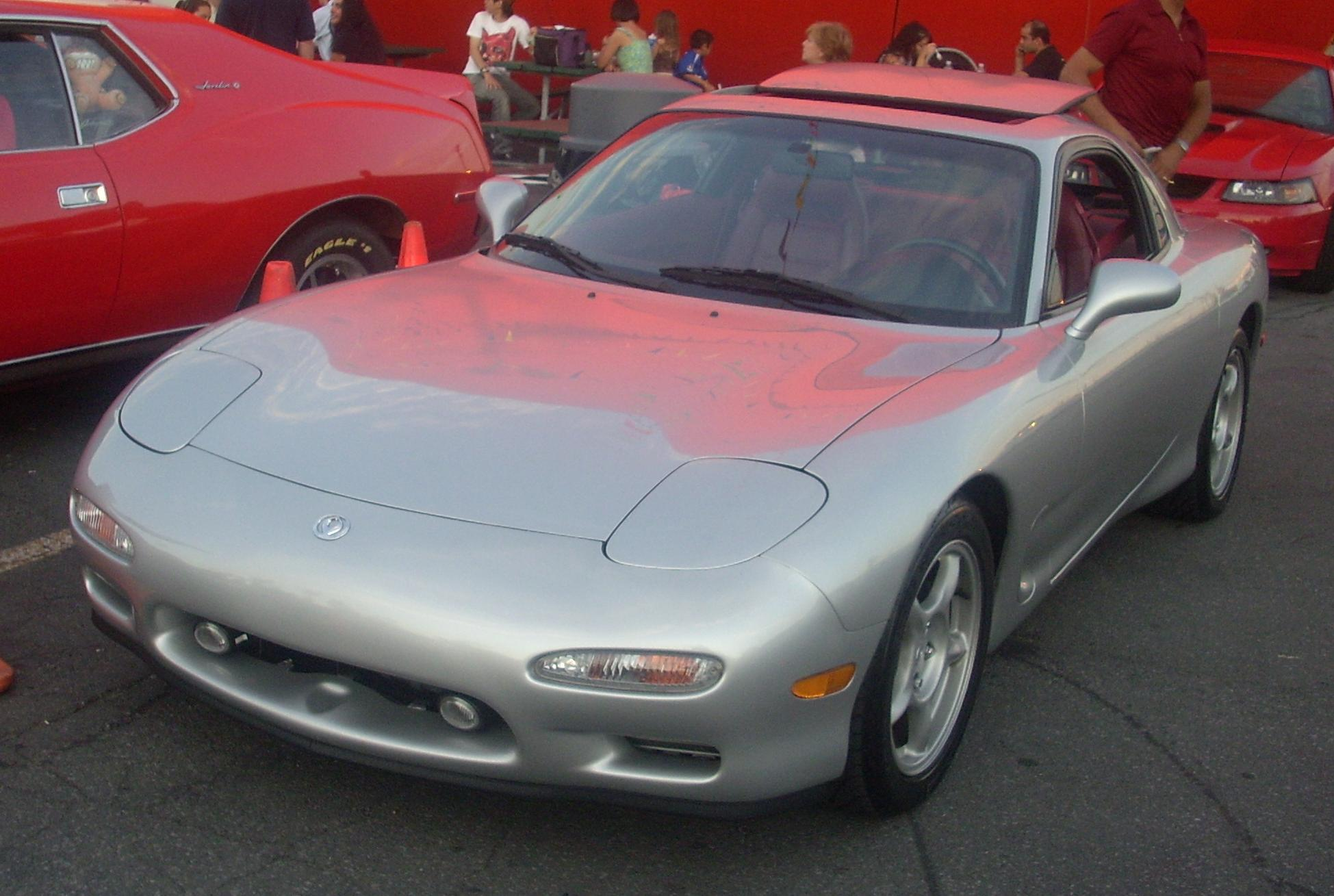
Mazda RX-7
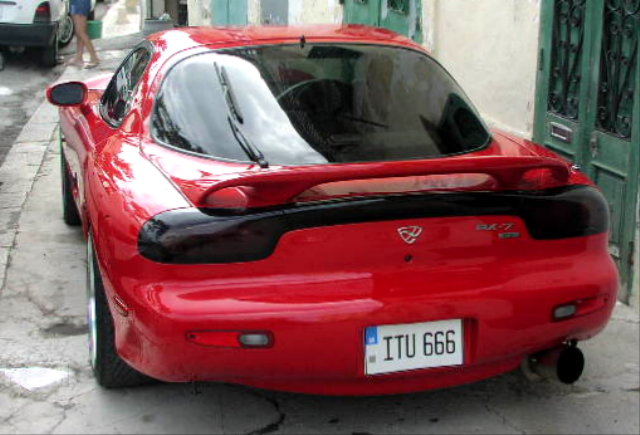
Mazda RX-7 3-е поколение
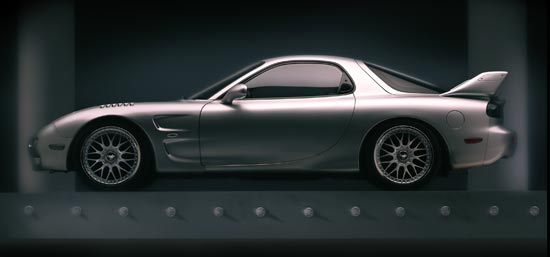
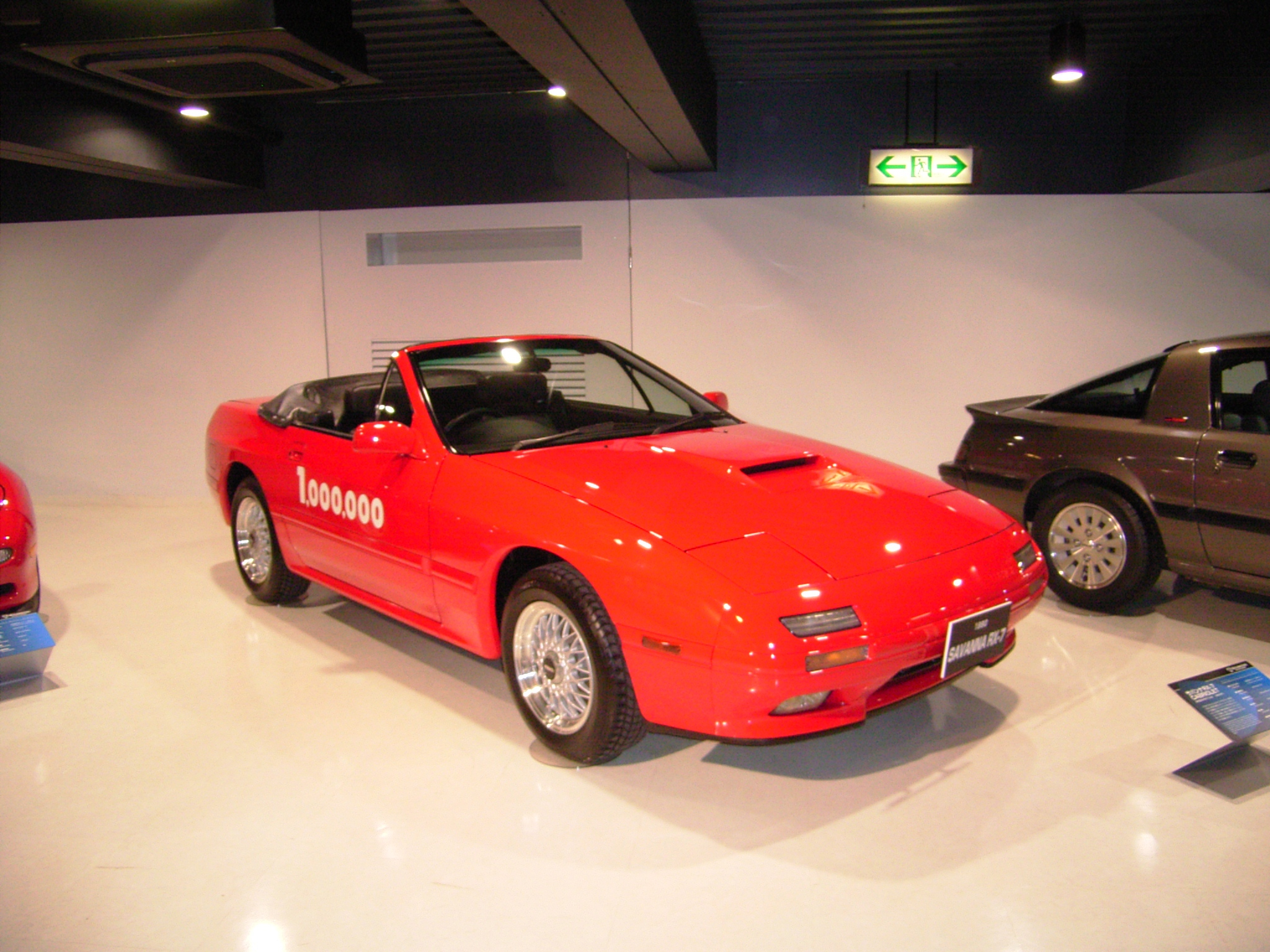
Mazda RX-7 2-е поколение
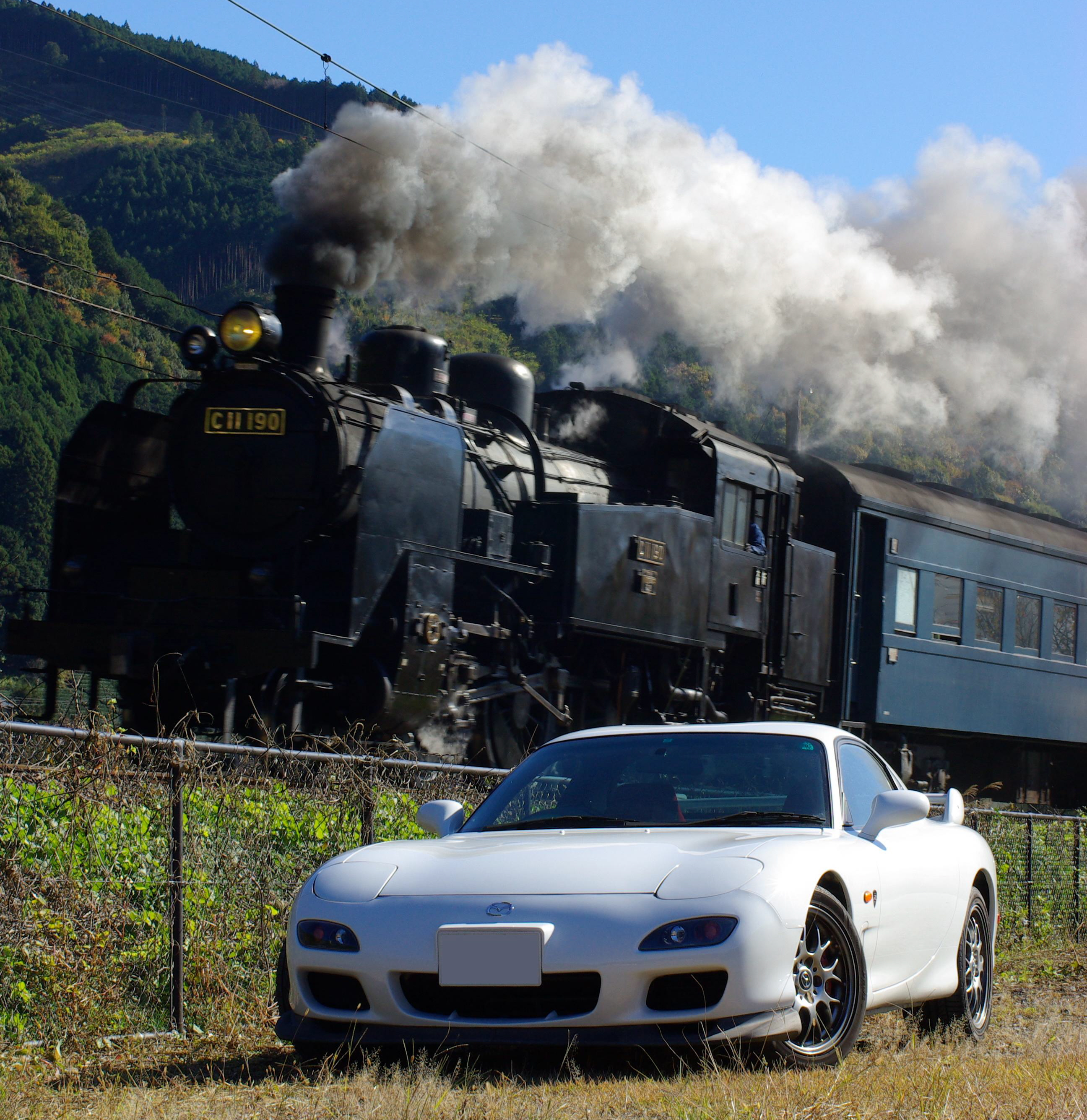
RX-7 SPIRIT R TYPE A